# Fontana di Diana
La fontana di Diana è una fontana monumentale del 1907 opera di Giulio Moschetti, con la collaborazione del figlio scultore Mario Moschetti,  sita in Piazza Archimede a Siracusa. 
La costruzione di una fontana fu voluta dal Comune di Siracusa a seguito della creazione di Piazza Archimede nel 1878. La scelta di commissionare l'opera allo scultore Giulio Moschetti avvenne dopo l'ottimo risultato ottenuto con la creazione della Fontana di Proserpina a Catania.
Con delibera del 1º febbraio 1906 il Consiglio Comunale commissionò l'opera dopo la presentazione del bozzetto preparatorio. L'opera verrà eseguita in dieci mesi, tra il 1906 e il 1907 per la cifra di L. 19.000.
La fontana è rivolta a sud e mette in evidenza la figura di Diana con arco e cane, gli attributi della dea della caccia, protettrice di Ortigia in epoca greca. Ai suoi piedi c'è Aretusa che si allunga mentre è in atto la trasformazione in fonte. A lato Alfeo stupefatto per ciò che sta avvenendo alla sua amata.
In secondo ordine, all'interno della vasca troviamo quattro Tritoni che cavalcano due cavalli marini e due pistrici impennati sulle onde. La vasca fine presenta alcuni mascheroni e stemmi ricalcando uno stile classico delle forme.
La fontana venne costruita in cemento armato, sia in ragione di un minor costo esecutivo ma anche per seguire l'ampia versatilità che questa tecnica costruttiva permetteva di attuare.
Nel 1996 la SOGEAS, ex società di gestione delle acque di Siracusa, finanziò il restauro della fontana.

## Curiosità
Come si evince da un'antica cartolina della fontana, prima del restauro della piazza che ha eliminato i lampioni poco distanti dalla vasca, vi era presente un disegno a forma di stella a dodici punte con delle linee che correvano lungo gli assi della piazza. Ciò metteva in mostra il reale orientamento della fontana.

## Galleria d'immagini

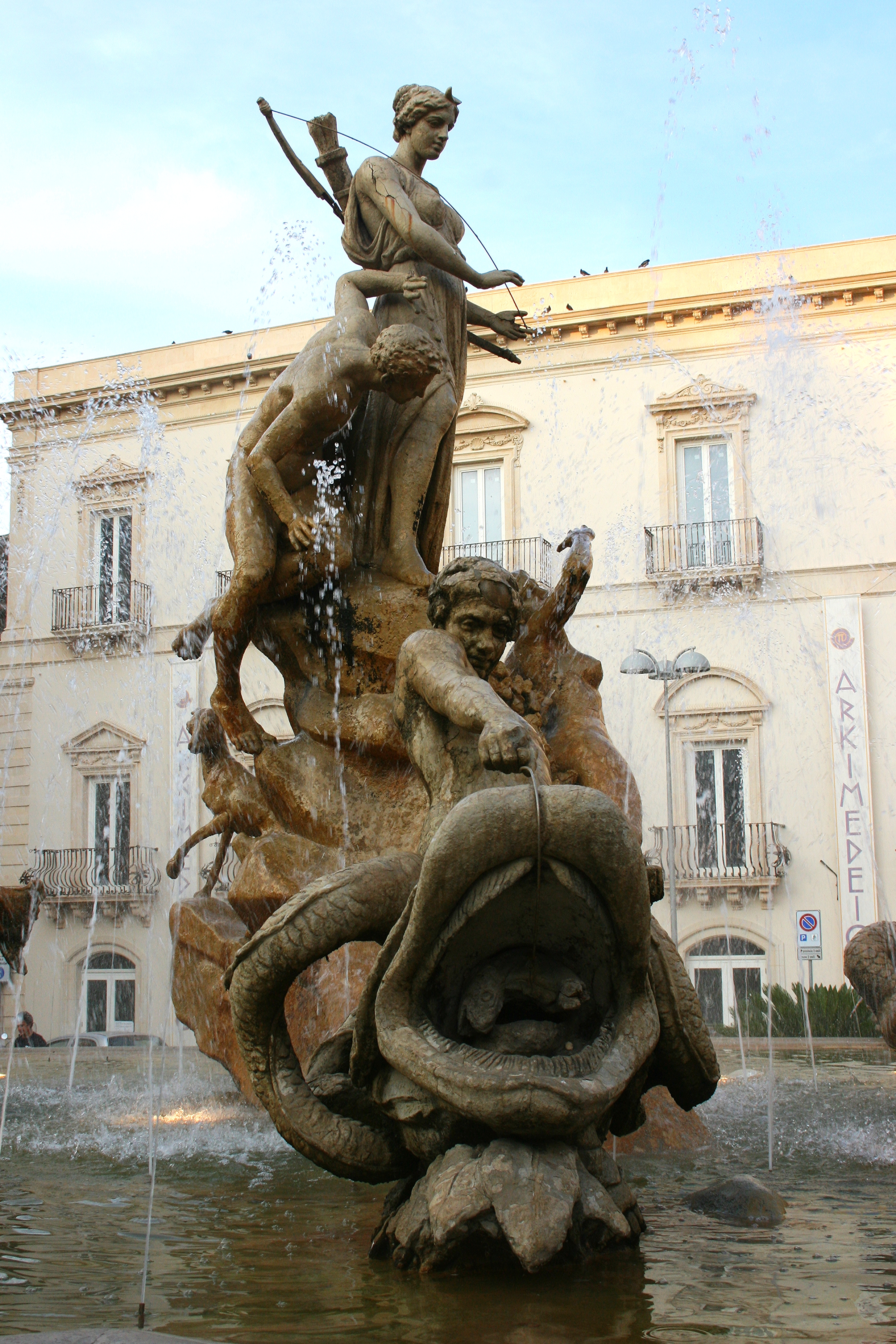
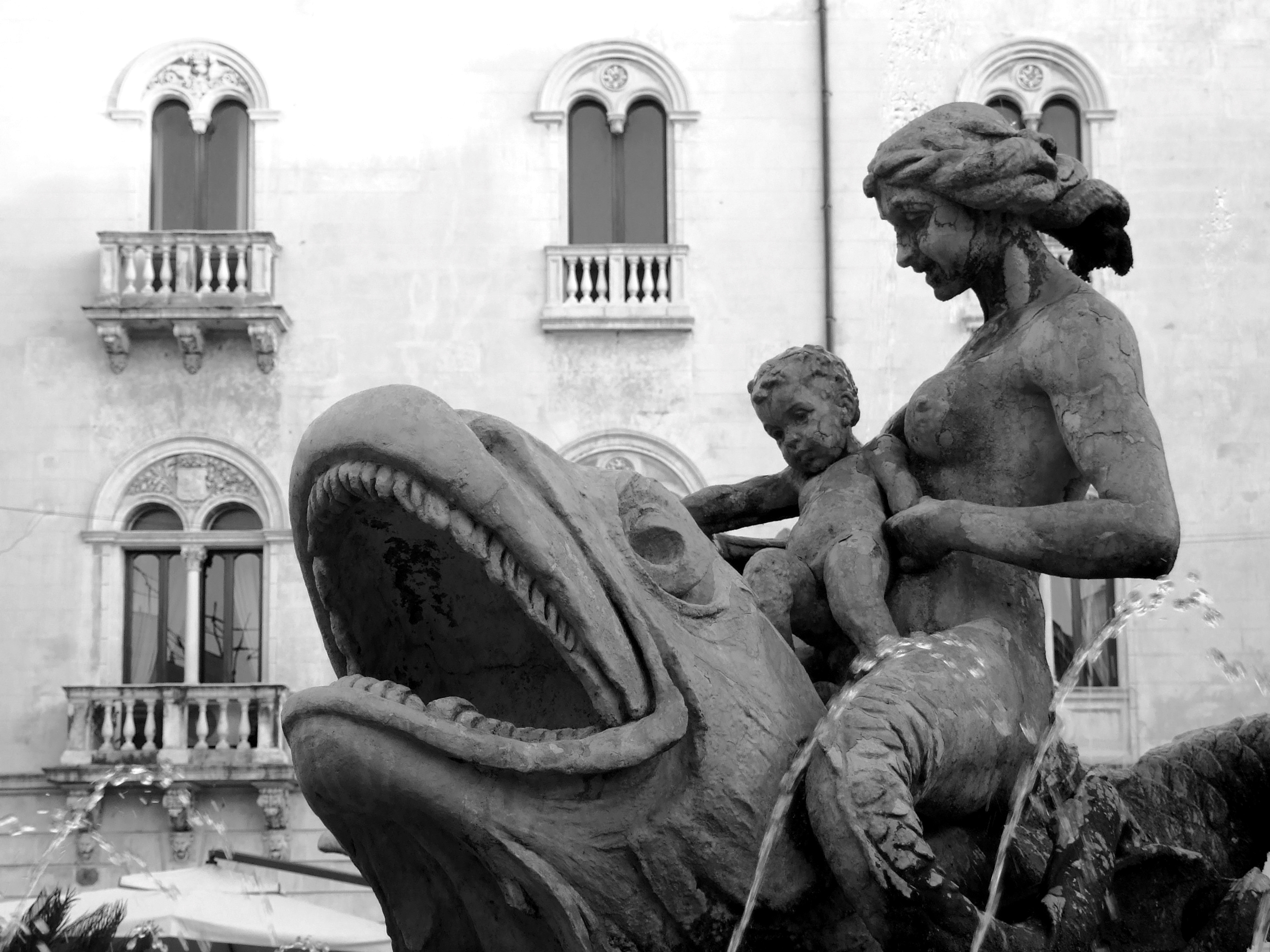
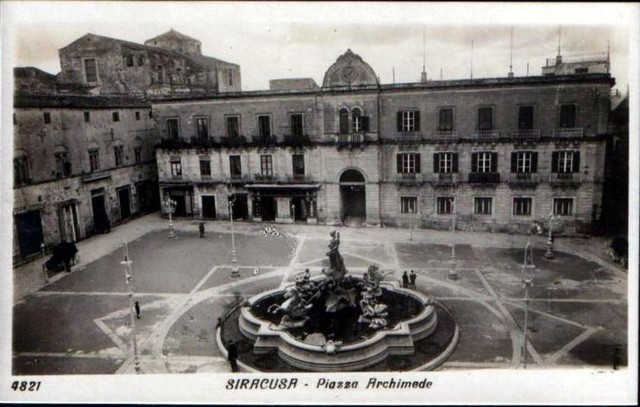